# Ti Sours
Ti Sours est un groupe de musique réunionnais créé en 1989. Il est ainsi dénommé car ses membres sont des copains issus du quartier de la Source, à Saint-Denis.
Son chanteur Tikok Vellaye a participé aux albums Batarsité et Gafourn de Danyèl Waro. C'est en effet un artiste complet qui joue du roulèr, du bobre, du sati, du pikèr, du kavia et du tanbou. Il a été élevé dans une famille où la musique était très présente et se souvient avec nostalgie des chansons que lui chantait sa mère.
Comme Baster ou Ousanousava, le groupe Ti Sours chante le quotidien de la Réunion face à la modernité. Il été rendu célèbre par la chanson Kafrine.

## Discographie
- Ti pyer
- 2000 : Lé tan po di
- Sa tout pou mwin
- Detak